# Sela, Sežana
Sela so naselje v Občini Sežana.